# براولی (کالیفرنیا)
براولی (به انگلیسی: Brawley) شهری در شهرستان ایمپریال ایالت کالیفرنیا است که در سرشماری سال ۲۰۱۰ میلادی، ۲۴۹۵۳ نفر جمعیت داشته است.